# Redundantie
Redundantie (Latijn: redundare, 'overstromen') is het meer dan benodigd (in overvloed) voorkomen van iets.

## Techniek
Technische systemen kunnen zowel op component- als systeemniveau redundant worden uitgevoerd. Dit houdt in dat bepaalde onderdelen (onder regie van een speciaal algoritme) dubbel, of nog vaker, aanwezig zijn, zodat het geheel goed blijft functioneren wanneer een onderdeel uitvalt. Een voorbeeld is redundant array of independent disks (RAID).

## Taal
Ook gesproken en geschreven taal bevat soms redundantie. Dat kan functioneel zijn, maar niet altijd. De redundantie komt op alle taalniveaus voor, met name in spelling, uitspraak, syntaxis en semantiek.

## Distributie
In de techniek komt redundantie bijvoorbeeld voor bij drinkwaterbedrijven, hier vindt men vaak twee of meer compleet onafhankelijke systemen, zodat de levering bij uitval van één systeem ten minste gedeeltelijk door kan gaan. Ook elektriciteitscentrales zijn met elkaar gekoppeld door middel van een hoogspanningskoppelnet, waardoor een centrale compleet afgeschakeld kan worden zonder de levering te onderbreken.

## Industrie
Ook computers voor besturing en bewaking van industriële productieprocessen worden vaak dubbel of soms zelfs drievoudig redundant uitgevoerd. Bij dubbele uitvoering is een van beide systemen actief en wordt er voortdurend gecontroleerd of dit systeem nog in orde is. Zo niet, dan zal het back-upsysteem meteen de besturing overnemen. Bij drievoudige redundantie wordt vaak een voting-systeem gebruikt, alle drie systemen zijn actief en voeren synchroon dezelfde bewerkingen uit. De uitgangssignalen worden continu vergeleken; normaal gesproken zouden alle drie uitgangen hetzelfde moeten zijn. Zodra er één afwijkt, is er reden om aan te nemen dat dit systeem niet in orde is en zal dit signaal niet gebruikt worden.
Binnen computers wordt redundantie ook toegepast, variërend van volledig Fault-Tolerant ontwerpen, tot eenvoudigweg redundante opslag op meerdere schijven (RAID).
In alle gevallen moeten de meerkosten van de redundantie afgewogen worden tegen de kosten die veroorzaakt worden door verlies van gegevens of functionaliteit.

## Vliegtuigen
Systemen in vliegtuigen zijn vaak drievoudig redundant uitgevoerd;
- componenten zijn drie keer te sterk uitgevoerd (veiligheidscoëfficient = 3)
- besturingssystemen zijn drievoudig uitgevoerd.[bron?]

## Biologie
Er bestaan veel verschillende soorten cytokinen die door verschillende soorten cellen geproduceerd worden. Sommige daarvan hebben overlappende functies en werken in op verschillende andere soorten cellen. (Dit onduidelijke patroon is bovendien soortafhankelijk.) Deze overdaad wordt redundantie genoemd. Volgens sommige wetenschappers is dit patroon ontstaan uit co-evolutie met pathogenen: als een pathogeen het immuunsysteem kon omzeilen, moest het organisme op zijn beurt dit mechanisme opheffen. Een voorbeeld hiervan is virale chemokine-bindende eiwitten.

## Cryptografie
Redundantie is een van de belangrijkste basisprincipes binnen de cryptografie. Het principe van redundantie houdt in dat de ontvanger het bericht kan controleren op correctheid door er simpelweg naar te kijken.

## Gegevensbestanden
Als bijvoorbeeld de salarisadministratie de gegevens van de werknemers bijhoudt en de personeelsvereniging doet dat ook, dan spreekt men van redundantie. Mocht een van de gegevens veranderen, bijvoorbeeld het adres, dan moet dit tweemaal worden gewijzigd. Als dit slechts op één plaats gebeurt dan ontstaat data-inconsistentie, waardoor het later niet meer duidelijk is welk van de beide gegevens juist is.
Een voordeel van redundantie is wel dat verlies van gegevens (gedeeltelijk) kan worden opgevangen - als de salarisadministratie volledig verloren gaat kunnen bij het opnieuw opzetten daarvan de gegevens van de personeelsvereniging gebruikt worden. De redundantie fungeert hier als een back-up. Voor bescherming tegen bitfouten bij opslag of transport van gegevens kan opzettelijk redundantie worden toegevoegd (zie coderingstheorie en RAID).
Het succes van datacompressie, het juist verwijderen van redundantie uit efficiency-overwegingen, is in de eerste plaats afhankelijk van het type data zelf. Het ene datatype is beter en sneller comprimeerbaar dan het andere. In het algemeen komt binnen data een aantal elementen vaak voor en de meeste compressietechnieken maken daar gebruik van. Hoe hoger de redundantie in de data, hoe meer succes kan worden verwacht van de compressie.
In de broncode van een computerprogramma kan redundante code voorkomen. Dit zijn stukken code die wel uitgevoerd worden maar de werking van het computerprogramma niet beïnvloeden.
Wanneer gegevens in een niet genormaliseerd datamodel in een database worden opgeslagen, bevat de database redundante informatie. Wanneer bijvoorbeeld projectgegevens samen met de klantgegevens in één record worden opgeslagen, kan de tabel vele malen het adres bevatten van dezelfde klant. Dit kan een zogeheten update- en/of invoeganomalie veroorzaken. Meestal is redundantie ongewenst, maar omdat het bij elkaar zoeken van gegevens uit verschillende tabellen tijdrovend is, worden dergelijke niet volledig genormaliseerde tabellen soms toch gebruikt.

## Foutdetectie en -correctie
Veel gegevensverwerkende systemen gebruiken redundante informatie om de werking van het systeem te controleren. Er is hierbij echter een verschil tussen foutdetectie en foutcorrectie, sommige mechanismen zoals een pariteitsbit of een cyclic redundancy check (CRC)-controlegetal detecteren alleen of er al dan niet een fout opgetreden is. Andere mechanismen zoals Hamming-code en Reed-Solomoncode kunnen bij gedetecteerde fouten de gegevens ook tot op zekere hoogte reconstrueren. Als het signaal echter te veel verminkt is is reconstructie niet meer mogelijk.

## Computersystemen
Bij belangrijke computersystemen zoals servers worden sommige componenten dubbel (redundant) uitgevoerd zodat ingeval een component faalt, een andere component de taken overneemt of voortzet. Er zijn servers waarbij alle onderdelen dubbel zijn uitgevoerd en waarbij elke willekeurige component kan falen. Ook kan de server zelf redundant uitgevoerd worden.
Een voorbeeld van redundantie in computercomponenten is een RAID, welke het falen van een harddisk opvangt door gegevens op meerdere schijven op te slaan. Bij dergelijke systemen wordt vaak ook de diskcontroller en voeding redundant uitgevoerd.

## Mogelijke redundante systemen
Treedt er een fout op in een redundant systeem, dan kan dit redundant systeem dit probleem op drie verschillende manieren oplossen:
1. Failsafe wil zeggen dat in geval van fout het systeem naar de meest veilige toestand evolueert.
2. Fail Passive wil zeggen dat het systeem uit twee Failsafe-systemen opgebouwd is.
3. Fail Operational wil zeggen dat het systeem verder werkt en operationeel blijft.

## Politiek
In een coalitie is een partij redundant als zij niet noodzakelijk is om de overige partijen aan een meerderheid te helpen. Vaak wordt zo een partij bij de coalitie betrokken omwille van stevigheid, politiek evenwicht of om een kleine meerderheid te vergroten. De coalitie moet dus robuuster worden door de extra partij.

## (Land)meten
In de landmeetkunde en geodesie worden altijd redundante metingen uitgevoerd. Dit wordt 'overtalligheid' genoemd. Door kleinstekwadratenvereffening wordt vervolgens toch een eenduidige oplossing van het overtallige stelsel van waarnemingsvergelijkingen verkregen. Hierdoor neemt de invloed van de meetruis af (en de precisie toe). De belangrijkste reden voor overtalligheid is echter dat er getoetst kan worden op meetblunders (betrouwbaarheid).